# Typ 4 7-cm-Panzerabwehrbüchse
Die Typ 4 7-cm-Panzerabwehrbüchse (jap. 試製四式七糎噴進砲 Shisei shi-shiki nana-senchi funshinhō, dt. „Experimenteller Typ 4 7-cm-Raketenwerfer“), auch Experimentelle Typ 4 7-cm-Panzerabwehrbüchse, war eine japanische reaktive Panzerbüchse. Sie war vergleichbar mit dem deutschen Panzerschreck und der amerikanischen Bazooka. Die Bezeichnung Typ 4 bezieht sich auf das Jahr der Einführung im Jahr 2604 in der im Kaiserreich verwendeten Jahreszählung von der (mythologischen) Reichsgründung (Kōki) – in der christlichen Zeitrechnung das Jahr 1944, in der heutigen Jahreszählung nach Ära das Jahr 19 Shōwa-Zeit.

## Geschichte
Im Laufe des Pazifikkrieges sah sich das Kaiserlich Japanische Heer immer öfter der Situation ausgesetzt, gegen gegnerische Panzer keine wirksame Panzerabwehr zu besitzen. Die Typ-1-37-mm- und -47-mm-Panzerabwehrkanonen erwiesen sich zwar unter günstigen Bedingungen als wirksam gegen leichte Panzer wie den M3 Stuart, waren jedoch gegen stärkere Modelle wie den M4 Sherman fast wirkungslos. Auf der Suche nach Alternativen wurde bereits 1939 die Typ 99 Haftmine als Bekämpfungsmittel gegen Panzer und Fahrzeuge eingeführt. Da die Kaiserlich Japanische Marine bei Rüstungsprojekten und der Ressourcenvergabe Vorrang hatte, war das Heer gezwungen, auf bereits existierende Panzerabwehrmittel zurückzugreifen. Erst 1944, in Anbetracht der erfolgreichen alliierten Offensiven, sah sich die Armeeführung gezwungen, der Infanterie schnellstens stärkere Panzerbekämpfungsmittel zur Verfügung zu stellen. Die Entwicklung einer Panzerbüchse wurde 1943 durch die 1. Heeresversuchsanstalt begonnen und Mitte 1944 wurde die Typ 4 7-cm-Panzerbüchse vorgestellt. Sie sollte zur Standard-Panzerabwehrwaffe der Infanterie werden. Äußerlich ähnelte sie dem deutschen Panzerschreck und der amerikanischen Bazooka, war jedoch im geladenen Zustand um einiges schwerer (12 kg) und deshalb am Vorderlauf mit einem Zweibein ausgestattet.
Die Produktion der Typ 4 begann 1944. Etwa 3500 Panzerbüchsen wurden produziert und ausschließlich an Einheiten auf dem japanischen Mutterland ausgeliefert. Dies war mit anderen japanischen Waffen verglichen eine hohe Stückzahl. Die Produktion der Munition stellte jedoch ein größeres Problem dar. Ab April 1944 wurde mit der Herstellung der 4,08 kg schweren Rakete begonnen und erreichte im Juli eine monatliche Quote von 2000 Stück, verglichen mit der Zahl der bereits produzierten Raketenwerfer eine geringe Anzahl. Daraus resultierte eine verminderte Ausbildung an der Typ 4.
Auslieferung von Typ 4 Raketenwerfern und Munition an die Truppe.
|         | 5. Regionalarmee | 11. Regionalarmee | 12. Regionalarmee | 13. Regionalarmee | 15. Regionalarmee | 16. Regionalarmee | 55. Armee | 59. Armee |
| ------- | ---------------- | ----------------- | ----------------- | ----------------- | ----------------- | ----------------- | --------- | --------- |
| Werfer  | 0                | 100               | 484               | 103               | 960               | unbekannt         | 75        | 38        |
| Raketen | 0                | 0                 | 3204              | 287               | 0                 | 3824              | 0         | 611       |

Da es nicht mehr zur alliierten Operation Downfall (Landung auf Japan) kam, wurde die Typ 4 nie im Kampf eingesetzt.

## Technik

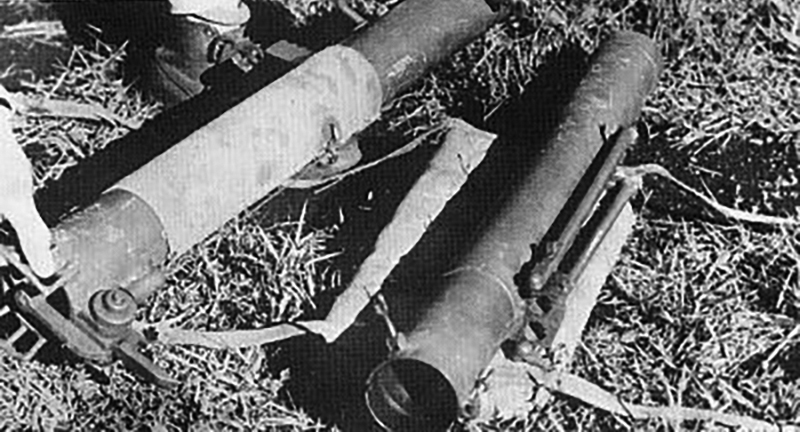
Eine Typ 4 7-cm Panzerbüchse, zerlegt in zwei Teile, 1945

Die Typ 4 bestand aus einem Vorderrohr, an dem ein Zweibein befestigt war, und einem Hinterrohr. Da die Waffe im geladenen Zustand über 12 kg wog, war am Hinterrohr zusätzlich ein Standbein befestigt, das dem Schützen Stabilität beim Zielen geben sollte. Vorder- und Hinterrohr wurden durch drei Bolzen zusammengehalten. Wegen schwankender Fertigungstoleranzen konnten die Rohrteile verschiedener Typ 4s nicht ausgetauscht werden. Am Hinterrohr war eine Art Pistolengriff, der Feuermechanismus, ein Schutzrahmen und eine Schulterstütze befestigt. Die Waffe musste manuell schussbereit gemacht werden. Abgefeuert wurde die Panzerbüchse, in dem der Feuermechanismus betätigt wurde, der mit einem Kabel verbunden war. Bedient wurde die Typ 4 von zwei Mann, einem Schützen und dem Ladeschützen. Das Visier bestand aus einer Kimme und zwei Körnern. Das drallstabilisierte Geschoss wog knapp über 4 kg und beinhaltete eine 260 g schwere Treibladung sowie 710 g Sprengstoff. Obwohl mit einer Mündungsgeschwindigkeit von 100 m/s die maximale Reichweite bei ca. 750 m lag, betrug die effektive Reichweite zwischen 50 und 100 Metern. Unter günstigen Bedingungen konnten zwischen 80 mm und 100 mm Panzerung durchschlagen werden.

## Technische Daten
- Kaliber: 74 mm
- Waffenlänge: 1500 mm
- Gewicht: 8,0 kg
- Geschossgewicht: 4,08 kg
- Mündungsgeschwindigkeit V0 = 100 m/s
- Effektive Reichweite: 50–100 m
- Höchstschussweite: 750 m
- Durchschlagskraft: 80 mm
- Produzierte Stückzahl: ca. 3500